# Tårnby (gemeente)
Tårnby is een gemeente in de Deense regio Hoofdstad (Hovedstaden) en telt 43.010 inwoners (2017).
Tårnby werd bij de herindeling van 2007 niet samengevoegd en bleef een zelfstandige gemeente.
Tårnby ligt op het eiland Amager, ten zuiden van de gemeente Kopenhagen.
Tot de gemeente behoort ook Københavns Lufthavn, de nationale luchthaven van Denemarken en de eilanden Saltholm en Peberholm, gelegen in de Sont.

## Geboren
- Jan Heintze (1963), voetballer
- Fallulah, (1985), zangeres
- Niki Zimling (1985), voetballer
- Amalie Dideriksen (1996), wielrenster

Albertslund · Allerød · Ballerup · Bornholm · Brøndby · Dragør · Egedal · Fredensborg · Frederiksberg · Frederikssund · Furesø · Gentofte · Gladsaxe · Glostrup · Gribskov · Halsnæs · Helsingør · Herlev · Hillerød · Høje-Taastrup · Hørsholm · Hvidovre · Ishøj · København · Lyngby-Taarbæk · Rødovre · Rudersdal · Tårnby · Vallensbæk